# Heilig Kruiskerk (Runkst)

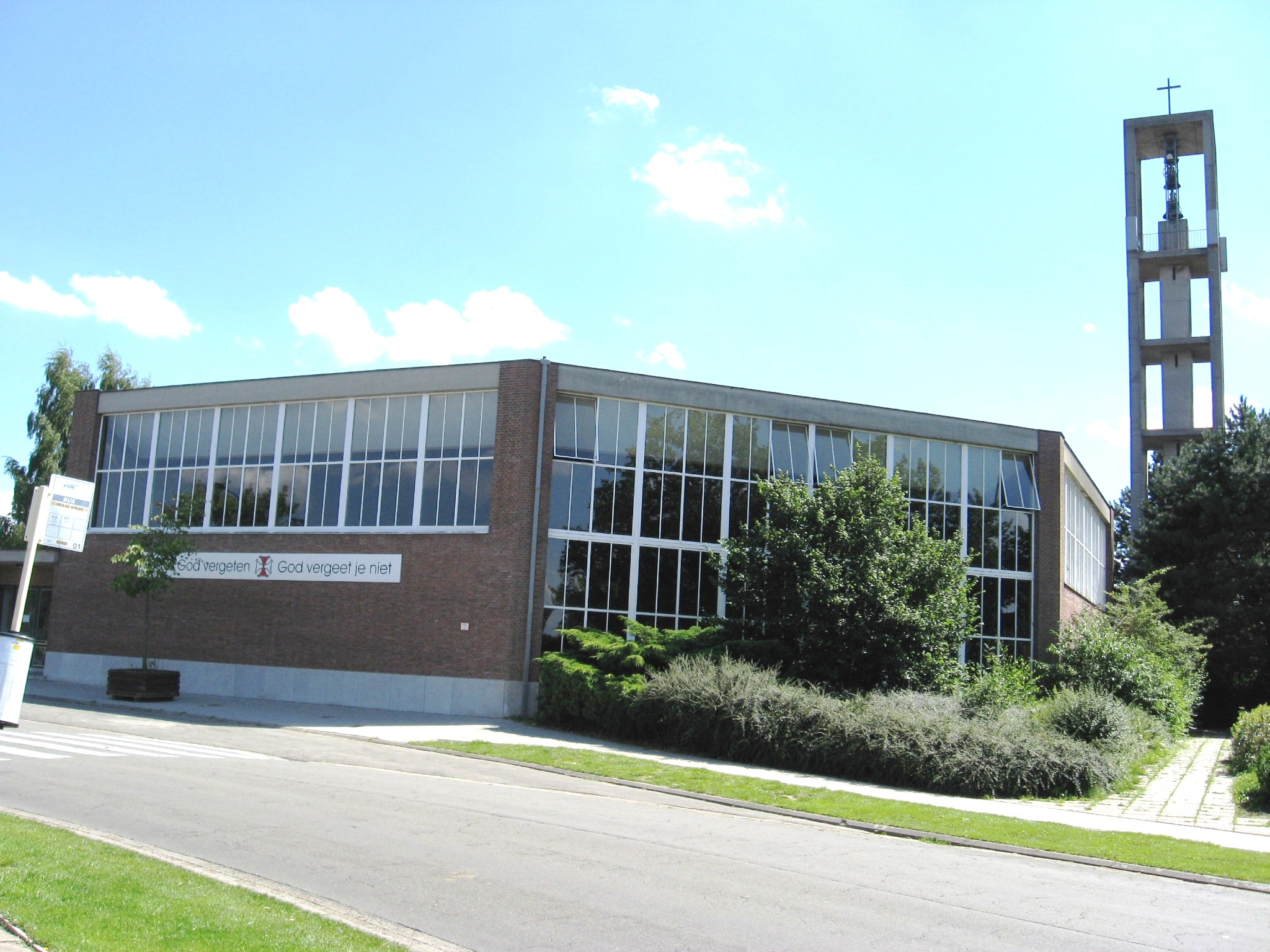
Heilig Kruiskerk

De Heilig Kruiskerk is de parochiekerk voor het zuidelijk deel van Runkst, een wijk van Hasselt, gelegen aan de Kruisherenlaan.
De parochie werd in 1962 opgericht naar aanleiding van de groei van de woonwijk, en de bediening van de parochie kwam in handen van de Kruisheren. Er werd een klooster gebouwd en in 1968 werd met de bouw van een kerk begonnen. Deze werd in 1971 ingewijd. De Kruisheren verlieten Hasselt in 2012.
De kerk, in modernistische stijl, is een ontwerp van G. Daniëls. Het is een doosvormige, bakstenen kerk met een vrijstaande klokkentoren in open betonconstructie.
Voor de kerk bevindt zich een monument dat 23 missionarissen van de Kruisherenorde herdenkt die in Congo werden vermoord.